# Hexafluorbenzol
Hexafluorbenzol (C6F6) ist eine aromatische Verbindung. Das Molekül ist wie das Benzol aufgebaut, nur dass alle Wasserstoff-Atome durch Fluor-Atome ersetzt wurden. Es ist eine farblose, entzündliche Flüssigkeit. Aufgrund seines unpolaren Charakters mischt es sich nicht mit Wasser. Hexafluorbenzol besitzt mit seinem Schmelzpunkt bei 3,7–4,1 °C und seinem Siedepunkt bei 80–82 °C kaum Unterschiede zu seinem Substitutionsinversen, dem reinen Benzol. Es wird u. a. in der 19F-NMR-Spektroskopie verwendet.

## Darstellung
Eine direkte Synthese von Hexafluorbenzol aus Benzol und Fluor ist nicht möglich. Der Syntheseweg verläuft beispielsweise über die Reaktion von wasserfreiem Kaliumfluorid mit Hexachlorbenzol im Autoklaven bei 450–500 °C:
{\displaystyle \mathrm {C_{6}Cl_{6}\ +\ 6\ KF\longrightarrow \ C_{6}F_{6}\ +\ 6\ KCl} }
Die erste Synthese der Verbindung wurde zwischen 1934 und 1936 durch Pyrolyse von Tribromfluormethan über Platin bei etwa 630 °C durch Yvonne Désirant entwickelt.